# کورنینگ (نیویورک)
کورنینگ (به انگلیسی: Corning) شهری در شهرستان استیوبن ایالت نیویورک است که در سرشماری سال ۲۰۱۰ میلادی، ۱۰۸۴۲ نفر جمعیت داشته است. کورنینگ، به‌طور رسمی در تاریخ ۱۸۹۰ میلادی به‌عنوان یک شهر شناخته شد.

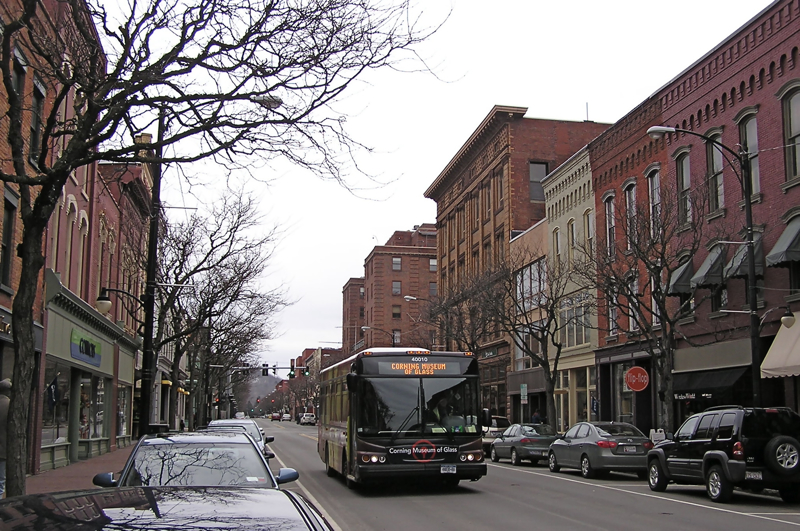
نمایی از مرکز شهر